# Nicolás Gentilio
Nicolás Gentilio, vollständiger Name: Nicolás Enrique Gentilio Martínez, (* 13. April 1987 in Montevideo) ist ein uruguayischer Fußballspieler.

## Verein
Der 1,80 Meter große Torwart gehörte in der Frühphase seiner Karriere dem Erstligakader Danubios an. Mit den Montevideanern gelang ihm in der Spielzeit 2006/07 der Gewinn der Uruguayischen Meisterschaft. Im August 2009 wechselte er auf Leihbasis zum Cerro Largo FC, wo er in dieser Saison insgesamt sechsmal in der Primera División zum Einsatz kam. Nach Ende der Ausleihphase kehrte er zurück nach Montevideo und schloss sich im Juli 2010 dem Ligakonkurrenten Bella Vista an. Dort absolvierte er in den beiden folgenden Spielzeiten 27 Erstligapartien und lief zudem zweimal im Wettbewerb um die Copa Sudamericana auf. Im August 2012 folgte sein Wechsel zu El Tanque Sisley. Dort hatte er in der Spielzeit 2012/13 die Position des Reservetorwarts hinter Stammtorhüter Nicola Pérez inne und kam erst am letzten Spieltag in der 4:4 endenden Begegnung vom 2. Juni 2013 gegen Juventud zu seinem Erstligadebüt für El Tanque Sisley. Zur Spielzeit 2013/14 wurde sein Wechsel zu Rentistas vermeldet. Bereits in der zweiten Augusthälfte 2013 zog er weiter zum Zweitligisten Progreso, für den er zwölf Ligaspiele absolvierte. Im Januar 2014 schloss er sich dem Erstligisten Racing an. Dort kam er in jener Saison in der Liga nicht zum Einsatz. In der Saison 2014/15 wurde er fünfmal eingesetzt. In der Spielzeit 2015/16 absolvierte er kein Erstligaspiel. Ende Juli 2016 wechselte er zum Zweitligisten Club Atlético Torque.

## Erfolge
- Uruguayischer Meister 2006/07